# Археполид
Археполид (др.-греч. Αρχεπολις; V век до н. э.) — древнегреческий политический деятель, сын полководца Фемистокла, его преемник на посту тирана Магнесии-на-Меандре.

## Биография
Археполид был сыном афинского политика и полководца Фемистокла и его первой жены Архиппы, дочери Лисандра из Алопеки. Его отец происходил из знатного жреческого рода Ликомидов, представители которого вели свое происхождение от героя Лика, а мать, по мнению историка Питера Бикнелла, была родственницей влиятельного политика Аристида.
Согласно Плутарху, у Фемистокла было десять детей — пять мальчиков и пять девочек. Первенец Фемистокла — Неокл, умер в детстве от укуса коня. По предположению исследователя Игоря Сурикова, следующим по старшинству был сын по имени Архептолид. Также, учёный отмечал, что Плутарх ошибся в написании имени сына Фемистокла. Более вероятным считается имя Археполид, которое известно из нумизматических источников. Также, именно эта версия имени встречается среди граждан Афин того времени. Суриков объяснял неточность тем, что у древних греков написание-πολ/-πτολ было вариативным. Также исследователь предполагал, что античный историк Филарх, который в своём труде упоминает сына Фемистокла Демополида, таким образом исказил имя Археполида. Как отмечал исследователь Джеффри Смит, Фемистокл давал имена своим детям руководствуясь своей страстью к политике. Не было исключением и имя Археполида, которое означало «архонт города». Историк Салли Хамфрис считала, что Археополид получил такое имя в память об архонстве отца в 493—492 годах до н. э. Таким образом он родился или в период архонства или в ближайшее время после.
Фемистокл был одним из самых влиятельных политиков Афин своего времени. Однако, в результате политической борьбы он был подвергнут остракизму и изгнан из города около в 470 году до н. э. Через три года власти полиса приговорили его к смерти, но изгнаннику с семьёй удалось найти убежище в государстве Ахеменидов. Персидский царь не только позволил Фемистоклу остаться в своём государстве, но и передал ему в управление города Лампсак, Магнесию-на-Меандре, Миунт, Перкоту и Палескепсис. Игорь Суриков отметил, что все эти города, кроме Магнесии, персы уже не контролировали и их передача изгнаннику была просто символическим жестом. Фемистокл фактически правил, в качестве вассального тирана, лишь Магнесией-на-Меандре, где чеканил собственную монету.
Согласно исследователю Джеффри Смиту, Фемистокл лично обучал сына и видел в нём своего приемника. Археполид унаследовал управленческие и лидерские качества Фемистокла, но настороженно относился к отцовскому упрямству и обаянию. В результате чего, Археполид помогал отцу в его управлении Магнесией и изучал порядки при персидском дворе и местных вельмож.
После смерти Фемистокла в 459 году до н. э. ему наследовал Археполид. Это удалось установить благодаря находкам монет Магнесии-на-Меандре, которые были похожи на монеты Фемистокла, но имели надпись Археполид. Исследователь Игорь Суриков предполагал, что Археполид мог править городом до самой смерти, однако, её дата неизвестна.
Археполид был женат на своей единокровной сестре Мнесиптолеме, которая была дочерью Фемистокла от второго брака. Этот эндогамный брак исследователь Роберт Литтман объяснял тем, что вторая жена Фемистокла была эпиклерой, то есть единственной дочерью-наследницей, после смерти которой, её наследницами стали три дочери от Фемистокла. Чтобы сохранить состояние второй жены внутри семьи, Мнесиптолему выдали за единокровного брата. По тем же причинам её сестра Никомаха, после смерти Фемистокла, вышла замуж за Фрасикла — своего двоюродного брата со стороны отца, он же удочерил третью сестру — Асию. Брак брата и сестры объяснялся сложностью в поиске женихов среди родственников из-за изгнания Фемистокла.
По мнению исследователя Кеннета Шиди, сыном Археполида был Фемистокл-младший, гипотетический следующий тиран Магнесии-на-Меандре, который известен лишь по нумизматическим источникам. По мнению Джеффри Смита, у Ахеополида и Мнесиптолемы могло быть несколько сыновей, которые вернулись в Афины. Их потомком мог быть Фемистокл, с которым общался писатель Плутарх. Салли Хамфрис высказывала предположение, что сыном Археополида был Полиарх, могилу сына которого — Фемистокла, упоминает географ Павсаний в своём труде «Описание Эллады».
Дата смерти Археполида неизвестна, Джеффри Смит предполагал, что Археполид правил до 412 года до н. э. Игорь Суриков считал, что данный год является последним годом правления Фемистоклидов в Магнесии-на-Меандре, так как примерно с этой даты городом стал править Тиссаферн — сатрап Лидии. Однако, если гипотеза о существовании Фемистокла Младшего верна, то это он правил до 412 года до н. э., а отца сменил до этой даты.

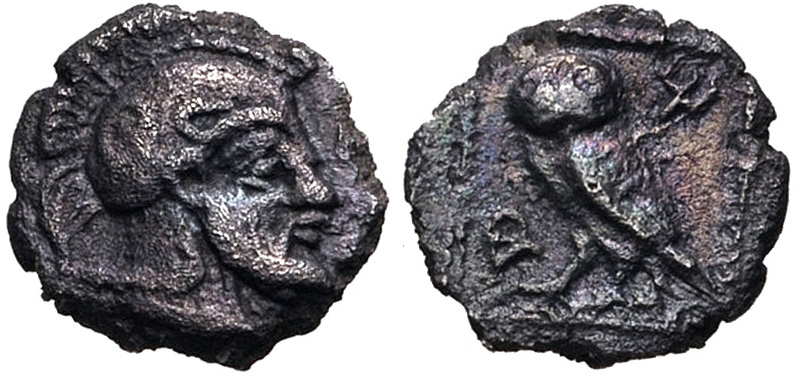
Тетартеморий Археполида. Аверс — голова Левкиппа, реверс — сова Афины

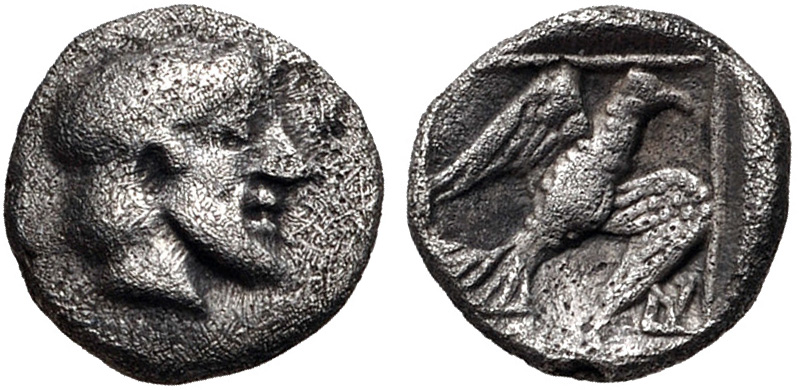
Тетартеморий Археполида. Аверс — голова Зевса в венке, реверс — орел в полете

Монеты Археполида были впервые обнаружены немецкими исследователями Й. Нолле и А. Веннингером, которые издали каталог монет Фемистокла и его сына в конце XX столетия. В 2017 году исследователь Кеннет Шиди издал более полный каталог.

## Монеты
Известны монеты Археполида следующих номиналов: драхма, гемидрахма, тригемиобол, гемиобол, тетартеморий и гемитетартеморий. Полное имя правителя — ΑΡΧΕΠΟΛΙΣ — указывалось только на лицевой стороне монет старших номиналов (драхм и гемидрахм), рядом с изображением стоящего Зевса. На обратной стороне изображался орёл с распростёртыми крыльями. Надписи на реверсе разнились в зависимости от номинала: на драхме было написано Μ—Α, то есть Магнесия, а на гемидрахме сокращённое имя тирана — ΑΡ—ΧΕ.
На лицевой стороне тригемиоболов присутствует надпись Α—Ρ рядом с головой Зевса. Иногда бог изображался в лавровом венке или без надписи. Также известны монеты, на которых вместо Зевса изображался другой бог, предполагается, что это был Гефест. На обратной стороне самых первых тригемиоболов Археполида изображалась голова орла с надписью Α—Μ. На более поздних монетах был изображён орёл в полёте с надписью Μ—Α, а ещё позже — с надписями Α—Ρ или ΑΡ—ΧΕ.
На аверсе гемиоболов изображалась голова Левкиппа — героизированного ойкиста Магнесии-на-Меандре. Рядом с головой помещалась легенда ΑΡ, но она встречается не на всех гемиоболах. С целью чествования своего отца, Археполид на реверсе монеты чеканил отцовскую монограмму ΦΕ. Также известен другой вариант реверса, где чеканилась надпись ΑΡ—ΧΕ в виде двух монограмм с изображением характерной афинской совы. Этот знак должен был указывать на афинское происхождение правителя.
На аверсе монет мелких номиналов изображалась голова Зевса или Левкиппа, а на реверсе — голова орла или орёл в полёте. На ранних монетах чеканились надписи Α—Μ и Α—Ρ, на более поздних — только Α—Ρ. На самом маленьком номинале — гемитетартемории — надписей не было.
В общем, в своих монетах Археполид следует чеканке Фемистокла, формируя таким образом континуитет в чеканке. В то же время, введение монет с изображением Левкиппа, по мнению Игоря Сурикова, являлось нарушением устоявшейся традиции. Исследователь предполагал, что изображение ойкиста могло использоваться как замена надписи с названием города. В общем, Игорь Суриков отмечал, что как и на монетах Фемистокла, в поздней чеканке Археполида есть тенденция к замене названия города на имя правителя.

### Комментарии
1. ↑  По разным версиям, это мог быть или Ксеркс I или уже его сын Артаксеркс I.
2. ↑  Игорь Суриков высказывал сомнение в достоверности сведений о передачи двух последних городов, так как о них говорится только в работе Плутарха со ссылкой на раннеэллинистических авторов — Фания Эресского и Неанфа Кизикского.
3. ↑  Афинское законодательство разрешало браки между единокровными братом и сестрой, но не между единородными.
4. ↑  Ретроградный вариант надписи Μ—Α.